# 메이지촌 (시마네현)
메이지촌(明治村)은 시마네현 니마군에 있던 촌이다. 현재의 오다시에 해당한다.